# Alan Devonshire
Alan Devonshire, né le 13 avril 1956 à Brent, district de Londres (Angleterre), est un footballeur international anglais, qui évoluait au poste de milieu de terrain à West Ham et en équipe d'Angleterre.
Devonshire n'a marqué aucun but lors de ses huit sélections avec l'équipe d'Angleterre entre 1980 et 1983.

## Carrière joueur
- 1976-1990 : West Ham
- 1990-1992 : Watford  [2]

## Carrière entraineur
- 1996-2003 :  Maidenhead United
- 2003-2011 :  Hampton & Richmond
- depuis 2011 :  Braintree Town (avec Keith Rowland comme adjoint)

## Palmarès

### En équipe nationale
- 8 sélections et 0 but avec l'équipe d'Angleterre entre 1980 et 1983.

### Avec West Ham United
- Vainqueur de la Coupe d'Angleterre de football en 1980.
- Vainqueur du Championnat d'Angleterre de football D2 en 1981.
- Finaliste de la Coupe de la Ligue anglaise de football en 1981.